# Attentato al bus 361
L'attentato al bus 361 fu un attentato suicida avvenuto il 4 agosto 2002 su un autobus Egged all'incrocio Meron nel nord di Israele vicino a Safad. 9 persone furono uccise nell'attacco e 38 rimasero ferite.
Hamas rivendicò la responsabilità per l'attacco.

## L'attentato
Alle 7:15 del 4 agosto 2002, l'autobus Egged numero 361 lasciò Haifa in direzione di Safad, pieno di soldati diretti alle basi militari nel nord di Israele. L'attentatore suicida salì sull'autobus vicino Karmiel.
Verso le 8:45 del mattino, quando l'autobus si fermò alla stazione di Meron, l'attentatore suicida, che si trovava sul retro dell'autobus, fece esplodere l'ordigno nascosto sotto i suoi vestiti. L'esplosione, avvenuta mentre circa 50 passeggeri erano a bordo del veicolo, causò gravi danni.
6 civili, due dei quali dalle Filippine, e 3 soldati rimasero uccisi nell'esplosione e altri 38 passeggeri rimasero feriti, 9 dei quali gravemente.

### Vittime
- Mordechai Yehuda Friedman, 24 anni, di Ramat Beit Shemesh;[4]
- Sari Goldstein, 21 anni, di Karmiel;[5]
- Maysoun Amin Hassan, 19 anni, di Sajur;[6]
- Marlene Miriam Menahem, 22 anni, del Moshav Safsufa;[7]
- Sergente maggiore Roni Ghanem, 28 anni, di Maghar;[8]
- Sergente Yifat Gavrieli, 19 anni, di Mitzpe Adi;[9]
- Sergente Omri Goldin, 20 anni, di Mitzpe Aviv;[10]
- Adelina Kononen, 37 anni, delle Filippine;[11]
- Rebecca Roga, 40 anni, delle Filippine.[12]